# 莫維爾 (愛荷華州)
莫維爾（英語：Moville）是一個位於美國愛荷華州伍德伯里縣的城市。

## 地理
莫維爾的座標為42°29′18″N 96°04′12″W / 42.48833°N 96.07000°W，而該地的平均海拔高度為359米（即1178英尺）。

## 人口
根據2010年美國人口普查的數據，莫維爾的面積為2.31平方千米，當中陸地面積為2.31平方千米，而水域面積為0.00平方千米。當地共有人口1618人，而人口密度為每平方千米700人。